# Green Dam Youth Escort
Green Dam Youth Escort (chinesisch 绿坝·花季护航, Pinyin Lǜbà·Huājì Hùháng) ist eine Contentfilter-Software, die in der Volksrepublik China entwickelt wurde. Nach einer Verfügung des chinesischen Ministeriums für Industrie und Informationstechnik wurde zunächst vorgeschrieben, dass diese Software ab 1. Juli 2009 auf jedem PC, der in China verkauft wird, entweder installiert ist, oder dass die Installationsdateien auf dem Computer oder einem mitgelieferten Datenträger zur Verfügung stehen; dies gelte auch für importierte Geräte. Privatanwender seien nicht verpflichtet, die Software zu benutzen, für Schulen und andere öffentliche Einrichtungen sei die Installation jedoch vorgeschrieben. Am 30. Juni 2009 gab die chinesische Regierung bekannt, dass sich die Einführung der Software verzögere und am 13. August 2009 erklärte Li Yizhong, der Minister für Wissenschaft und Technik, dass die Installation der Software keineswegs für private Computer vorgeschrieben sei. Die chinesische Regierung verlangt nun weder, dass die Software auf neuen Computern vorinstalliert sei, noch dass sie bei neuen Computern mit ausgeliefert werden muss.

## Funktion
Die Software läuft unter Windows und wurde von Zhengzhou Jinhui Computer System Engineering Ltd. (郑州金惠计算机系统工程有限公司) unter Mitwirkung der Beijing Dazheng Human Language Technology Academy Ltd. (北京大正语言知识处理科技有限公司) entwickelt. Das Programm ist nach Angaben des Herstellers speziell darauf ausgerichtet, Pornografie im Internet zu filtern, kann aber auch andere Inhalte filtern. Green Dam Youth Escort arbeitet mit drei Filtern:
- einem Bildfilter, der pornografische Bilder blockieren soll,
- einem Textfilter, der die jeweils offene Anwendung schließt und eine Fehlermeldung ausgibt, wenn ein Wort oder eine Phrase aus der Blacklist des Programms eingegeben wird,
- einem URL-Filter, der den Zugriff auf Websites nach einer Whitelist und einer Blacklist steuert.

Green Dam Youth Escort lädt automatisch Aktualisierungen der URL-Blacklist aus einer Online-Datenbank herunter und sammelt Nutzerdaten.

## Kritik

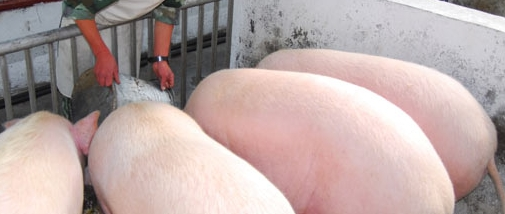
Beispielhaftes Bild von Schweinen bei der Fütterung, welches durch die Filtersoftware aufgrund der Farben und Formen fälschlicherweise als pornografische Darstellung erkannt und ausgefiltert wird

Kritiker erheben den Vorwurf, dass Green Dam Youth Escort nicht nur zur Filterung pornografischer Darstellungen, sondern auch zu politischer Zensur genutzt werden soll. Nach einem Artikel der Epoch Times haben chinesische Hacker auf die Stichwortliste des Programms zugegriffen und festgestellt, dass sie nur 2700 Stichwörter enthält, die mit Pornografie im Zusammenhang stehen, jedoch über 6500 von politischer Natur, darunter „4. Juni“, „Tibet“ und "„Falun Gong“". Chinesische Nutzer der Software haben festgestellt, dass sie eine DLL in den Internet Explorer injiziert, welche die Nutzung von Freegate verhindert, eines der Programme, die häufig benutzt werden, um das Projekt Goldener Schild zu umgehen.
Der Software werden zudem funktionale Mängel und Sicherheitslücken vorgeworfen. So verfügt sie über einen Mechanismus, der pornografische Bilder an großen Bereichen mit hellen Hauttönen zu erkennen versucht, was dazu führt, dass beispielsweise auch Bilder von Schweinen aussortiert werden, während sie dunkelhäutige nackte Menschen nicht erkennt. Nach einer am 11. Juni 2009 veröffentlichten Studie von Scott Wolchok, Randy Yao und J. Alex Halderman von der University of Michigan wies Green Dam Youth Escort zu diesem Zeitpunkt schwerwiegende Sicherheitslücken auf, die es ermöglichten, die Kontrolle über den Computer des Anwenders zu übernehmen. Der Hersteller veröffentlichte im Anschluss an diese Analyse ein Sicherheitsupdate, jedoch hielten die Autoren der Studie fest, dass weitere Sicherheitslücken noch nicht behoben seien.
Stark kritisiert wurde, dass zunächst weltweit alle PC-Hersteller verpflichtet werden sollten, in China Geräte nur noch zusammen mit Green Dam Youth Escort auszuliefern. In einem Brief an die chinesische Regierung erhoben der US-amerikanische Handelsminister Gary Locke und der Handelsvertreter der Vereinigten Staaten, Ron Kirk, die Forderung, die Verpflichtung aufzuheben. Es handle sich um ein ernsthaftes Handelshemmnis. Die Europäische Kommission forderte China auf, die Einführung zu verschieben.
Der chinesische Künstler Ai Weiwei rief per Mikroblogging zu einem Internet-Boykott am 1. Juli auf und in einer „Declaration of Anonymous Internet Users 2009“ wurde von „Netizens“ ein Angriff auf alle Zensurmaßnahmen angekündigt.